# 大通沟街道
大通沟街道，是中华人民共和国黑龙江省鸡西市滴道区下辖的一个乡镇级行政单位。

## 行政区划
大通沟街道下辖以下地区：
新建社区、中心社区和和平社区。